# Constant Dutilleux

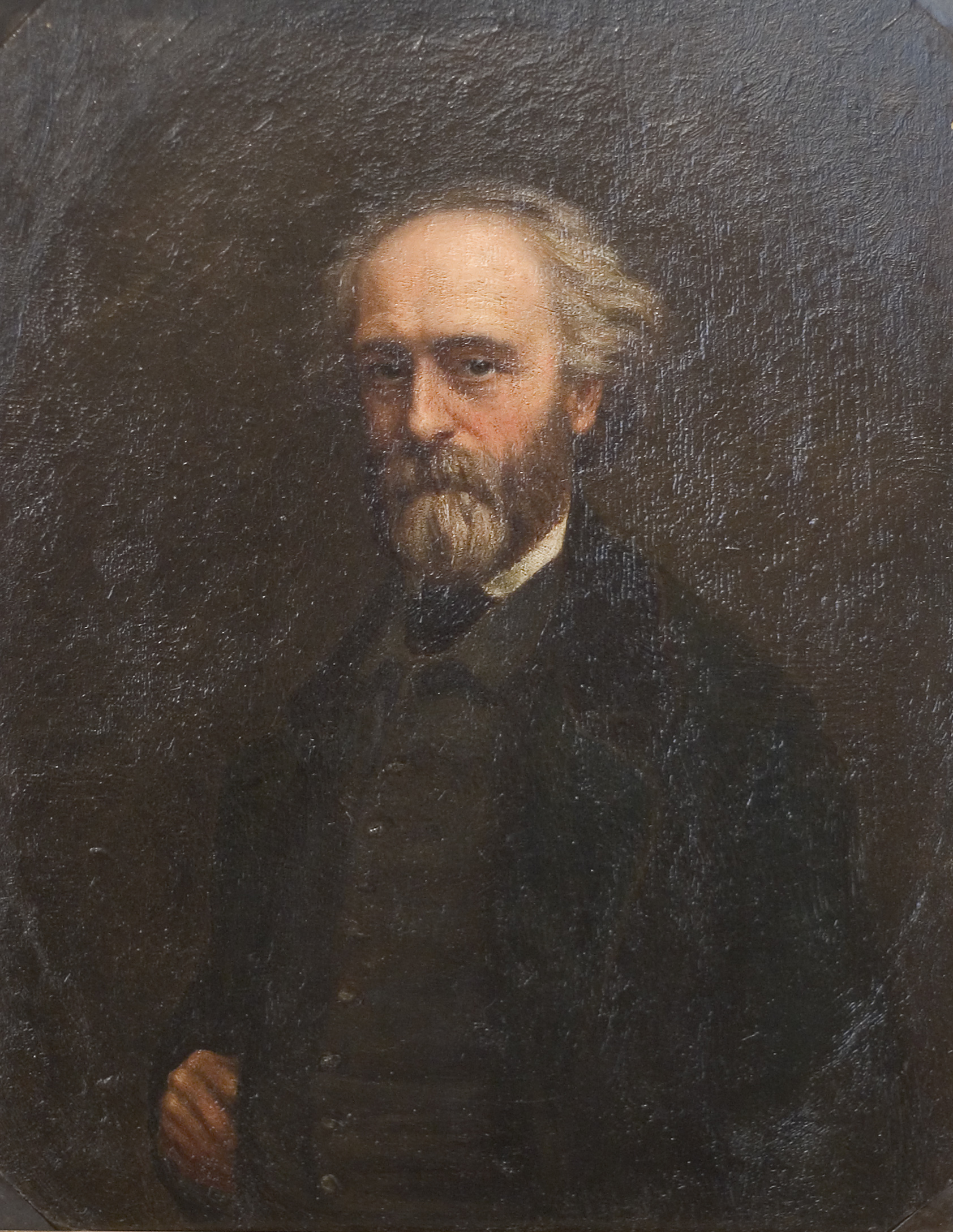
Constant Dutilleux - Autorretrato

Constant Dutilleux, nacido el 5 de octubre de 1807 en Douai y muerto en París el 21 de octubre de 1865, fue un pintor, dibujante y grabador francés.
Fue el bisabuelo del compositor musical Henri Dutilleux.

## Biografía
Constant Dutilleux es admitido en el estudio del pintor Louis Hersent en la École des Beaux-Arts de París. Dutilleux admiraba a Eugène Delacroix, cuyo cuadro La muerte de Sardanápalo vio en 1827. Siguió la carrera del maestro y lo encuentra en 1847. Colecciona sus obras y las de Jean-Baptiste Camille Corot, del cual se hizo amigo, y a partir de 1851 Corot vino regularmente a Arras, mientras que Dutilleux lo acompañó a Holanda y luego a Fontainebleau, donde se convirtió en seguidor de la Escuela de Barbizon.
Compartió su admiración por estos dos pintores con quienes lo rodeaban, especialmente con sus hijastros Charles Desavary y Alfred Robaut. Corot continuaría sus visitas a Arras diez años después de la muerte de Dutilleux en 1865.
Constant Dutilleux participó con sus yernos, Cuvelier y Grandguillaume, en el desarrollo del proceso cliché-verre experimentado por primera vez por Corot .
En la primera parte de su carrera estuvo influenciado por la pintura nórdica, especialmente por los paisajes. Después fue influenciado sobre todo por su amigo Corot.
Está enterrado en el cementerio de Arras.

## Obras en colecciones públicas
- Arrás, Museo de Bellas Artes :
  - El pintor Désiré Dubois pintando al aire libre, óleo sobre lienzo ;
  - Borde de Scarpe, 1860 ;
  - Paisaje en Lambres, 1865 ;
  - El camino en el bosque .
- Douai, Museo de Chartreuse :
  - Efecto nieve, óleo sobre lienzo;[3]
  - Embarcadero de Weggis, lago de Lucerna, óleo sobre lienzo;[4]
  - Desnudo en un paisaje, óleo sobre lienzo;[5]
  - Paisaje, efecto atardecer, óleo sobre lienzo;[6]
  - Retrato de la M Baoucal, 1858 óleo sobre lienzo;[7]
  - Retrato de su hijo Pierre, 1854, óleo sobre lienzo;[8]
  - Prado junto al agua, óleo sobre lienzo;[9]
  - Figura de anciano barbudo, óleo sobre lienzo;[10]
  - Chica con vestido rojo, 1842, óleo sobre lienzo;[11]
- Lille, Palacio de Bellas Artes :
  - Bosque de hayas en el bosque de Fontainebleau, hacia 1862, óleo sobre lienzo;[12]
  - El puerto de Dunkerque, marea baja, 1857, óleo sobre lienzo;[13]
  - Le Pré Larcher en el bosque de Fontainebleau, hacia 1860, óleo sobre lienzo;[14]
  - Paisaje con una casa, óleo sobre madera;[15]
  - Paisaje, estudio, óleo sobre lienzo;[16]
  - Paisaje, antes de 1858, óleo sobre lienzo;[17]
  - Álamos al anochecer, óleo sobre madera;[18]
  - Retrato de niño Pierre Dutilleux, 1855, óleo sobre tabla;[19]
  - Río, óleo sobre madera;[20]
  - Pato, hacia 1850, óleo sobre cartón.[21]
- París, Museo del Louvre :
  - Pinos y abedules - Bosque de Fontainebleau, hacia 1855, óleo sobre madera;[22]
  - El niño de la mariposa, hacia 1860, óleo sobre lienzo.[23]

Œuvres de Constant Dutilleux
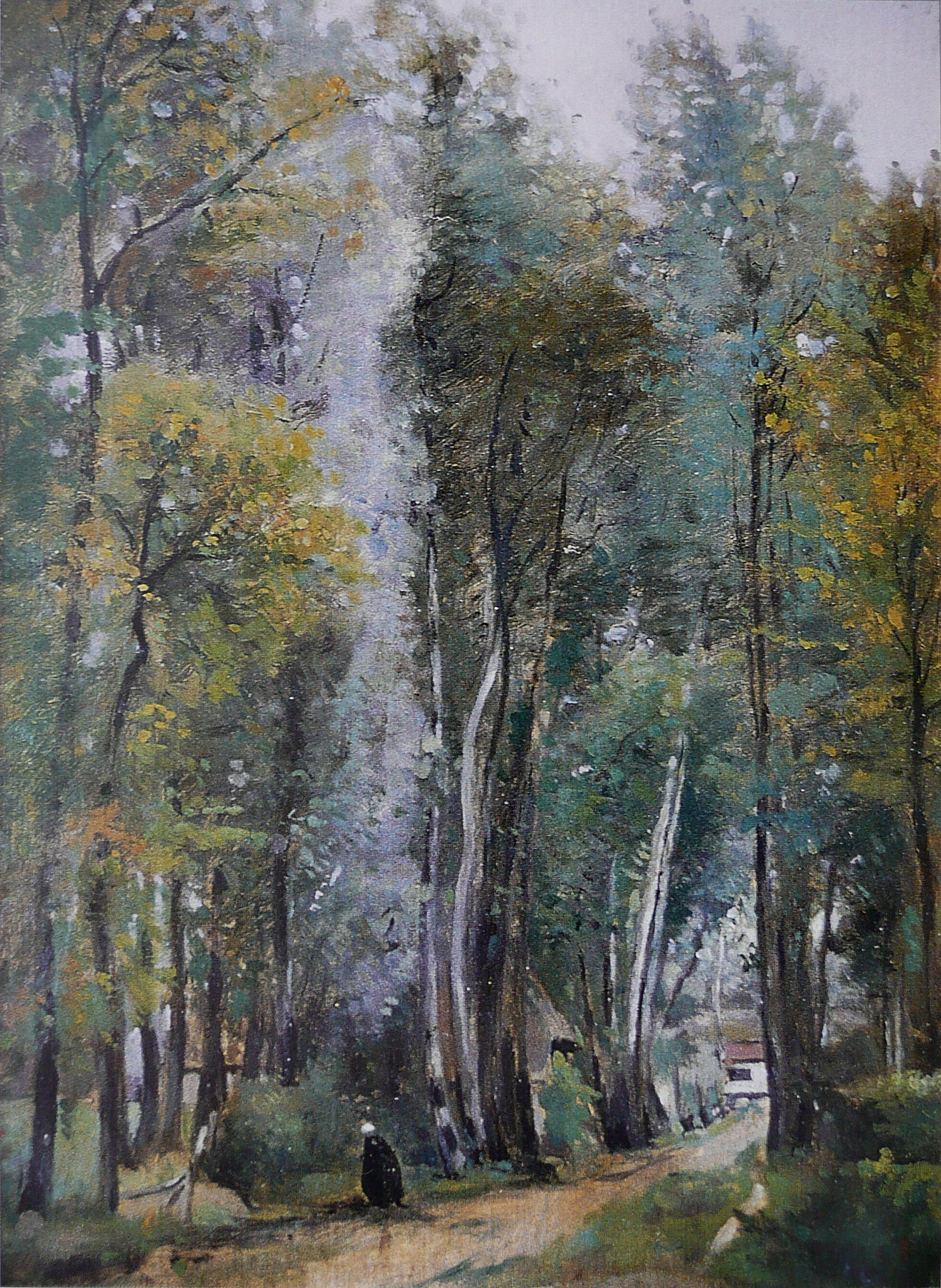
Vista de la rue de Crambious, cerca de Fleurbaix (1854), colección privada  .
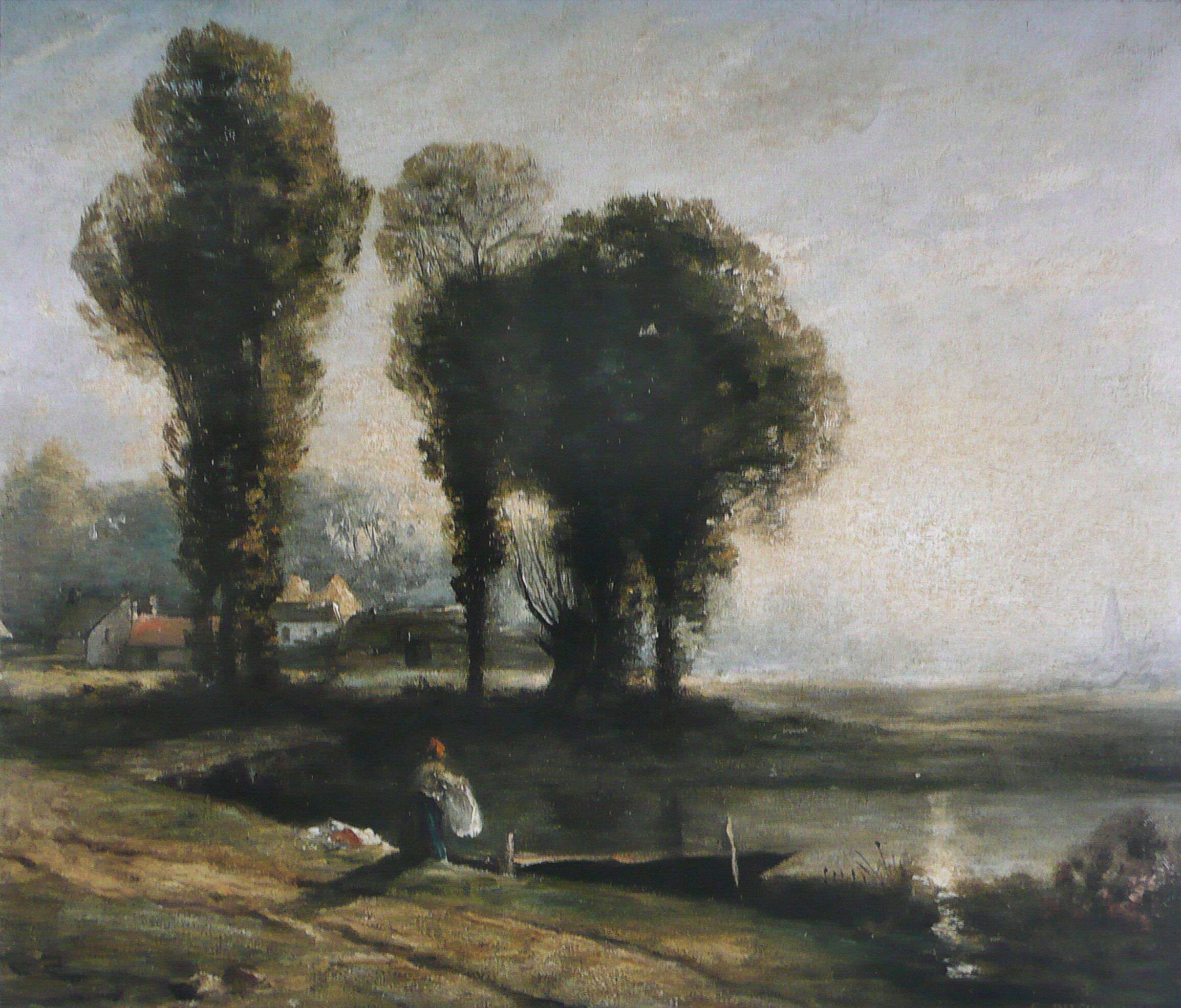
Bord de Scarpe (1860), Museo de Bellas Artes de Arras .
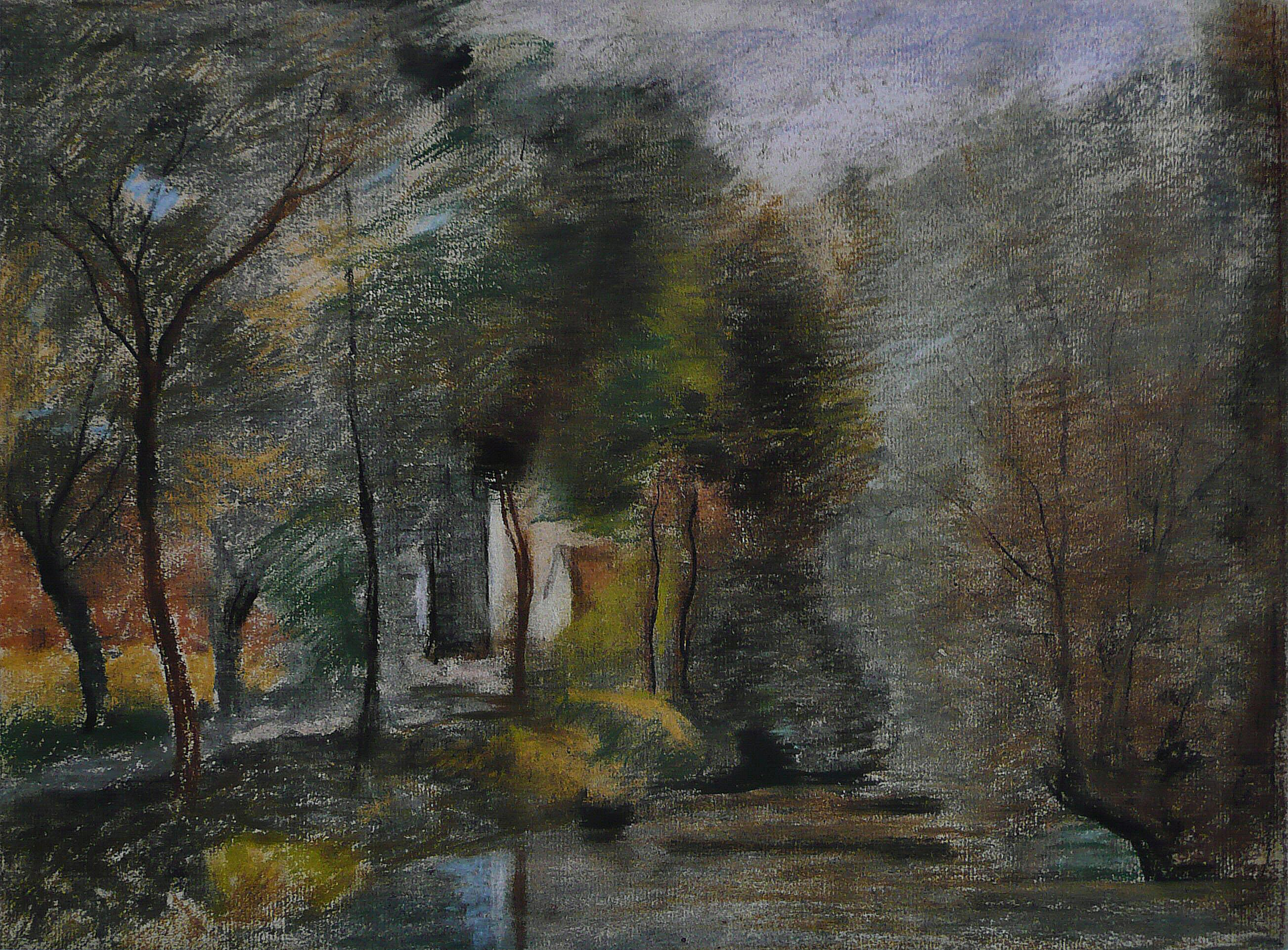
Paisaje en Lambres (1865), Museo de Bellas Artes de Arras .
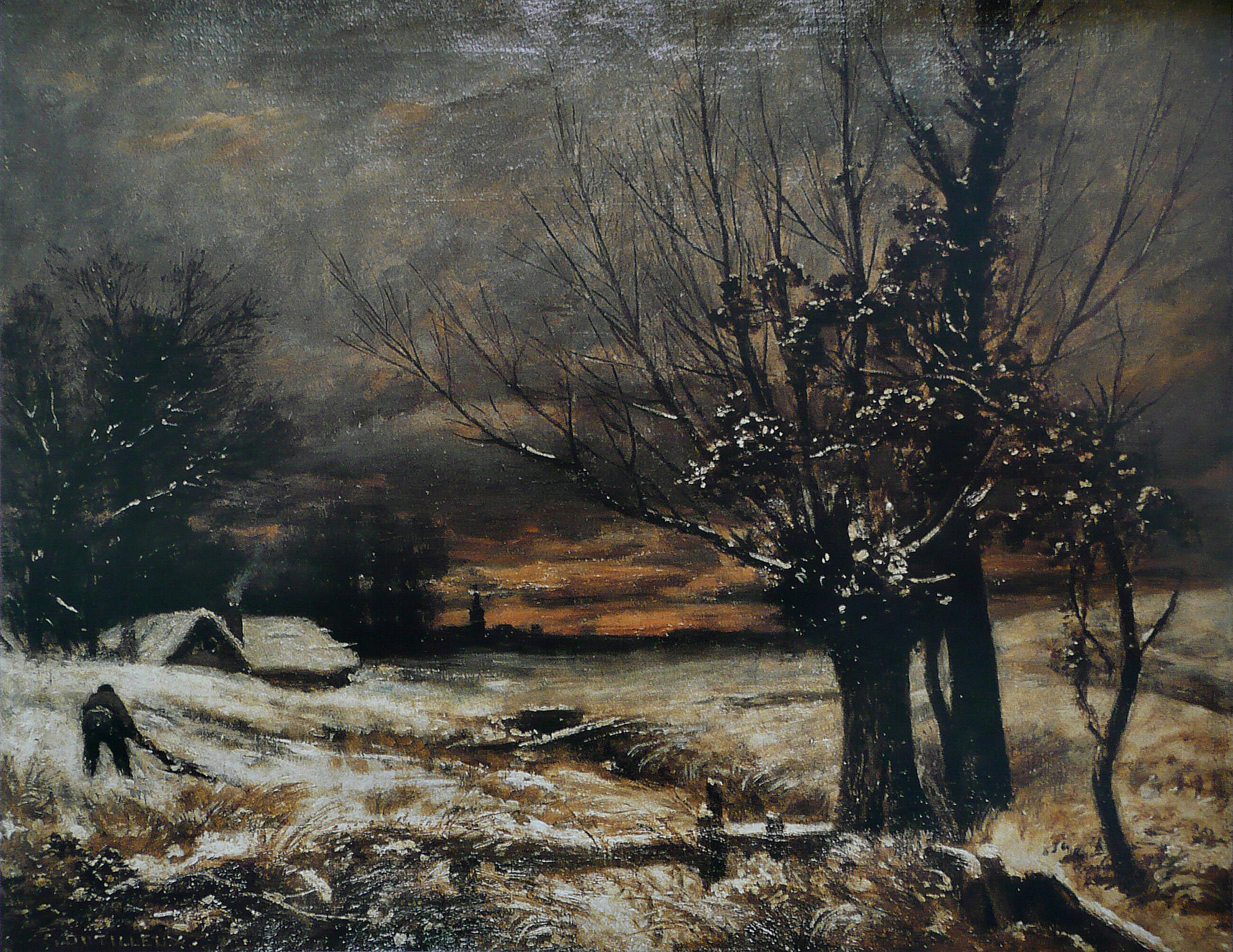
Efecto Nieve (1865), Museo de la Cartuja de Douai .
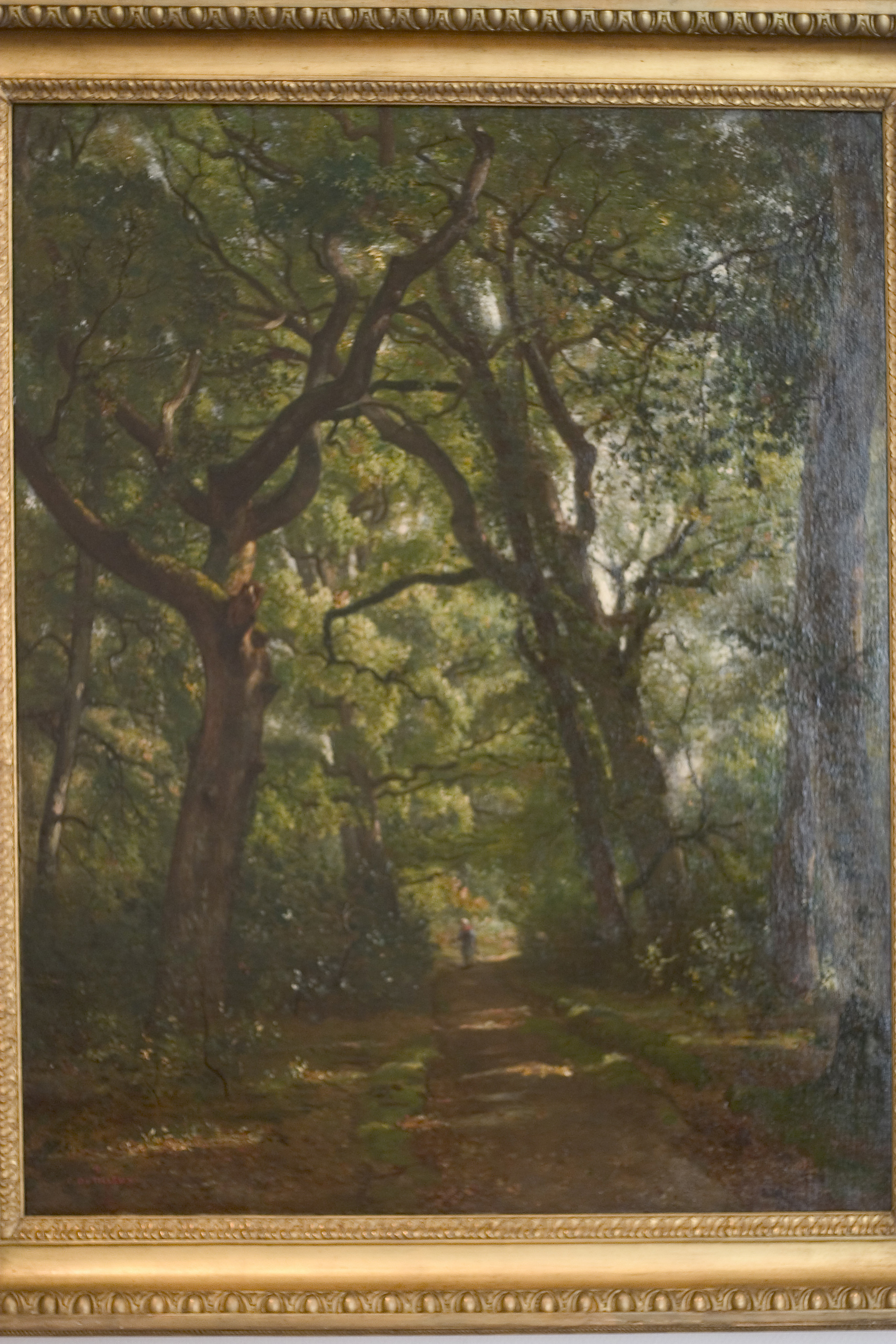
El Camino en el Bosque, Museo de Bellas Artes de Arras .

## Alumnos
- Désiré Dubois (1817-1889)[24]
- Xavier Dourlens (1826-1888)[25]
- Jules Thépaut (1818-1885)
- Charles Desavary (1837-1885)[26]
- Jules Deneux (1868-1895)[27]
- Gustave-Henri Colin (1828-1910),[28] en 1847